# Mirón (Lesende)
Mirón (Oficialmente O Mirón) es una aldea situada en la parroquia de Lesende en el municipio de Lousame, provincia de La Coruña, Galicia, España. 
En 2021 tenía una población de 29 habitantes (16 hombre y 13 mujeres). Está situada a 249 metros sobre el nivel del mar a 9,5 km de la cabecera municipal. Las localidades más cercanas son Lesende y Vilacova.